# 里弗林峰
76°56′S 161°51′E / 76.933°S 161.850°E
里弗林峰是南極洲的山峰，位於維多利亞地的麥基冰川北岸，處於克里夫蘭冰川終點以西2.8公里，海拔高度超過1,200米，由英國探險隊繪入地圖和命名。